# Cecina Mavorzio Basilio Decio
Cecina Mavorzio Basilio Decio (in latino Caecina Mavortius Basilius Decius; fl. 486-493) è stato un politico romano sotto il regno di Odoacre, ricoprendo i ruoli di Console, Praefectus urbi e Prefetto del pretorio.

## Biografia
Appartenente all'influente famiglia aristocratica dei Cecina, figlio di Cecina Decio Basilio (console del 463), Decio fu console per l'anno 486, praefectus urbi di Roma, e Prefetto del pretorio d'Italia (486-493).
Suo figlio Vettio Agorio Basilio Mavorzio fu console per l'anno 527.